# 古勒山之战
古勒山之战，是明朝末年女真（满洲）统一战争的转折点。此战改变了建州女真和海西女真的力量对比。史书记载，努尔哈赤自此“军威大震，远迩慑服”。

## 起因
努尔哈赤以微末之力起家，故素来被自认为“世积威名”的海西众贝勒们所轻视，但自万历十一年（1583年）以十三副盔甲起兵以来，其仅用五年时间便统一建州三卫。万历十五年（1587年）六月，又颁布国政。建州女真的逐渐强大终于引起了海西女真的不安。哈达贝勒扈尔干、叶赫贝勒纳林布禄等试图以结亲的方式对努尔哈赤进行控制，但未能奏效。随后，以叶赫为首的海西诸部数次对努尔哈赤进行勒索，企图胁迫其割地以限制建州女真的扩张，均被努尔哈赤严词拒绝。他们一方面对建州在外交上施加压力，另一方面，则暗中酝酿联合出兵讨伐建州。万历二十一年（1593年）六月，见威逼恐吓无效，叶赫纠结哈达、乌拉、辉发四部之兵去劫建州户布察寨。努尔哈赤闻讯率兵前来，追至哈达领地富尔佳齐寨时与哈达贝勒孟格布禄统领的哈达兵相遇。努尔哈赤亲自殿后，希望将敌军引入埋伏。这时追兵逼近，努尔哈赤一箭射中一追兵马腹。突然，努尔哈赤所乘之马受惊，几乎使其坠地，三名哈达骑兵趁势向努尔哈赤砍去。正在这时，安费扬古及时出现，将三人杀死。努尔哈赤整装坐定，一箭射中孟格布禄的坐骑，孟格布禄改乘其部下之马逃走。富尔佳齐之役，努尔哈赤胜利而归。

## 战争经过

### 战前布置
然而，海西贝勒贵族们不能接受富尔佳齐之役的失败，因此规模更大的一场战役爆发了。万历二十一年（1593年）九月，以叶赫贝勒布寨、纳林布禄为盟主，海西叶赫、哈达、乌拉、辉发联合蒙古科尔沁、锡伯、卦勒察、以及长白山珠舍里、讷殷共9部3万军队，兵分三路进攻建州女真。九部联军将大本营驻扎于浑河北岸，朝著扎喀关（今辽宁省新宾满族自治县境内）及古勒山（今辽宁新宾满族自治县上夹乡古楼村西北）一带进逼。努尔哈赤获悉后，根据地形进行周密的布置，确定了抢占高处、凭险据守、诱敌深入，最后以伏兵出奇制胜的兵略方针。在布置完滚木礌石等防御工事后努尔哈赤就就寝入睡。其福晋衮代以为其恐惧乱了方寸，将其推醒。努尔哈赤表示，“人有所惧，虽寝，不成寐；我果惧，安能酣寝？前闻叶赫兵三路来侵，因无期，时以为念。既至，吾安心矣……”之后，努尔哈赤安寝如故。

### 双方交战
第二日，努尔哈赤派出武理堪前去侦查，擒获叶赫一卒。经讯问得知来犯之敌有3万之众，多达三倍于己的兵力使建州上下闻之色变。但努尔哈赤认为，对方人马虽众，但是首领甚多，调度杂乱不一，只要伤其头目一二人，便可将九部联军击溃。九部联军先后围攻扎喀城、黑济格城，均不克，联军又被建州军在沿途设置的重重障碍工事所阻拦，首尾如同数段长蛇一样行至古勒山下。第三日，努尔哈赤率兵马据险布阵，联军主帅叶赫贝勒布寨与纳林布禄对赫济格城发动连续进攻，双方互有伤亡。努尔哈赤派大将额亦都率领精锐骑兵百人，赶往赫济格城诱敌，同时令古勒山各守军作好伏击准备。额亦都刚到赫济格城与联军交战不久，即假装败逃。布寨不知是计，率军疾驰直至古勒山下。联军背对浑河，仰攻古勒山。这时，山上滚木擂石齐下，额亦都调头杀向联军。联军主帅布寨躲避不及，被滚木绊下马来，一名叫吴谈的建州勇士见状当即将其斩杀。纳林布禄看到兄弟被杀昏倒在地，被属下急忙救走。联军在失去主帅的情况下陷入混乱。数万士兵各自落荒而逃，却拥挤于山间狭途，混乱不堪。科尔沁贝勒明安，马陷泥潭不能出，情急之下居然骑着一匹无鞍之马逃跑。建州军从山上一拥而下，趁势掩杀，联军惨败，乌拉贝勒满泰之弟布占泰也被生擒。建州军一路追击至100余里之外的辉发部境内。直至天黑，努尔哈赤才收兵回城。

### 战果
此战，建州军斩叶赫贝勒布寨等联军将士4000多人，擒乌拉贝勒满泰之弟布占泰等，获战马3000匹，大获全胜。

## 影响
在古勒山之战后，九部联军的惨败改变了建州女真和海西女真之间的力量对比，导致了海西后来的灭亡。努尔哈赤一战成名，“军威大震，远迩慑服”。明廷晋升其为左都督正二品龙虎将军，努尔哈赤则自称“女直国建州卫管束夷人之主”。同年十月，努尔哈赤以古勒山大胜之余威消灭了参与了九部联军的珠舍里部。十一月，努尔哈赤命额亦都、噶盖、安费扬古三将率兵攻打讷殷驻地佛多和山城，连攻三月，于次年（1594年）正月斩路长搜稳、塞克什，再加上早前已经征服的鸭绿江部，努尔哈赤又完全将长白山女真纳入了自己的统治范围之内。至此，努尔哈赤起兵十年，“各部环满洲而居者，皆为削平”，最终统一满洲各部，建立后金。